# 2523 Ryba
2523 Ryba (1980 PV) là một tiểu hành tinh vành đai chính được phát hiện ngày 6 tháng 8 năm 1980 bởi Z. Vavrova ở Klet.